# Sebastián Rondinelli
Pas d'image ? Cliquez ici

a Compétitions nationales et continentales officielles uniquement.

b Matchs officiels uniquement.
Dernière mise à jour le 25 mars 2022.
Sebastián Rondinelli, né le 22 août 1975 à La Plata en Argentine, est un joueur de rugby à XV argentin. Il a joué en équipe d'Argentine et évolue au poste de pilier.

## Carrière

### En club
Sebastián Rondinelli joue au La Plata RC avant d'arriver en France au FC Grenoble pour la saison 1999-2000 avec son compatriote Diego Albanese et dispute la Coupe d'Europe où Grenoble est la seule équipe à battre les Anglais des Northampton Saints, futurs vainqueurs de l’épreuve.
La saison suivante les deux argentins sont rejoints par leurs  autres compatriotes, Ezequiel Jurado, Federico Todeschini et Federico Werner.
Sebastián rejoint ensuite l'US Colomiers puis retourne au FC Grenoble.
Par la suite il signe en Italie au Amatori Catane puis revient en France au Pays d'Aix RC avant de retourner en Argentine pour terminer sa carrière dans son club de La Plata RC.

### En équipe nationale
Il honore sa cape internationale en équipe d'Argentine le 3 décembre 2005 contre l'équipe des Samoa.

## Palmarès

### En club
- Finaliste du Championnat de l'URBA en 2010 et 2012.
- Finaliste du Championnat de Fédérale 1 en 2009